# Anne Matthes
Anne Matthes (* 30. April 1985 in Freital) ist eine deutsche Volleyball- und Beachvolleyballspielerin.

## Karriere
Anne Matthes’ Karriere begann beim TSV Frohsinn Seifersdorf. Im Jahr 2000 wechselte sie zum TuS Dippoldiswalde, den sie aber bereits in der Saison 2001/02 wieder verließ. In den folgenden Spielzeiten war sie für den Dresdner SC in der 1. Bundesliga tätig, mit dem sie im Jahr 2007 auch deutscher Meister wurde.
Von 2009 bis 2011 spielte Anne Matthes in der zweiten Liga in Italien, und zwar zunächst bei Infotel Forlì und ab 2010 bei Mastergroup Matera. 2011 kehrte sie zum Dresdner SC zurück. Seit 2007 war Anne Matthes außerdem im Kader der deutschen Volleyballnationalmannschaft, mit der sie 2009 den dritten Platz beim Grand Prix und den vierten Platz bei der EM erreichte. 2011 wurde sie sogar Vizeeuropameisterin. Nach der Saison 2012/13 beendete sie ihre Karriere in der Halle und spielte zwei Jahre zusammen mit Stefanie Hüttermann Beachvolleyball. 2015 war die Hamburgerin Anne Friedrich ihre Partnerin. Matthes/Friedrich hatten auf der nationalen Smart Beach Tour ausschließlich Top-Ten-Platzierungen und qualifizierten sich für die deutsche Meisterschaft in Timmendorfer Strand.